# Spilophorus grandis
Spilophorus grandis är en skalbaggsart som beskrevs av Schein 1945. Spilophorus grandis ingår i släktet Spilophorus och familjen Cetoniidae. Inga underarter finns listade i Catalogue of Life.